# Mercedes-Benz OMC 1623
El Mercedes-Benz OMC 1623 fue un chasis de autobús con motor producido por Mercedes-Benz en México para el mercado norteamericano.
El Mercedes Benz OMC 1623 reemplazo al OMC 1421 de la nueva serie de plataformas carrozables de chasis para autobuses Mercedes-Benz OMC.
- Datos: Q27682221